# Tadashi Koya
Tadashi Koya (jap. 小屋 禎 Koya Tadashi; ur. 24 maja 1970) – japoński piłkarz występujący na pozycji obrońcy.

## Kariera klubowa
Od 1993 do 1996 roku występował w klubach JEF United Ichihara i Brummell Sendai.